# Kristian Alfonso
Kristian-Joy Alfonso (Brockton, 5 settembre 1963) è un'attrice, ex pattinatrice e modella statunitense, nota per il ruolo di Hope Williams Brady che ricopre nella soap opera Il tempo della nostra vita.

## Biografia
Alfonso nacque il 5 settembre 1963 a Brockton da genitori portoricani.
In gioventù era una pattinatrice di successo, vinse persino la medaglia d'oro agli "AAU Junior Olympic Games" ma la sua carriera sportiva terminò all'età di 13 anni, dopo un grave incidente sullo slittino. All'età di 15 anni cominciò la sua carriera da modella. In poco tempo apparve sulla copertina di oltre 30 riviste, tra cui Seventeen, Vogue e Harper's Bazaar.
Nel 1981 ottenne il suo primo ruolo come attrice, quello di Kelly Blake nella miniserie televisiva L'uomo di Hollywood, dove recitò al fianco di Rock Hudson. La sua carriera cominciò a decollare nell'aprile del 1983, quando ottenne il ruolo di Hope Williams nella soap opera della NBC Il tempo della nostra vita. Lasciò la soap nell'aprile 1987 per un periodo di due anni, durante i quali interpretò Pilar Ortega nelle ultime due stagioni della serie TV Falcon Crest. Dopo un breve ritornò nella soap nel 1990, recitò al fianco di Dolph Lundgren nella pellicola del 1993 Caccia mortale.
Nel 1994 torna a far parte del cast della soap in maniera definitiva, inizialmente interpretando il ruolo della principessa Gina Von Amberg, che non è altri che Hope Brady, alla quale è stato fatto una sorta di lavaggio del cervello. In un episodio della sesta stagione della sitcom Friends interpreta in un cameo il personaggio di Hope Williams. Lascia Il tempo della nostra vita nel 2020 per poi tornare nel ruolo dal 2022 al 2023 e nuovamente dal 2024 al 2025. Ha interpretato lo stesso ruolo anche in Days of Our Lives: Beyond Salem nel 2022.

## Vita personale
Alfonso è stata sposata con Simon Macauley dal 1987 al 1991. Hanno un figlio, Gino William (nato nell'ottobre 1990). Ha poi sposato Richard Daggenhurst il 6 ottobre 2001. La coppia ha avuto un figlio, Jack (nato il 18 luglio 2002). Alfonso ha anche un figliastro, Spartan.

## Filmografia parziale
- L'uomo di Hollywood (The Star Maker), regia di Lou Antonio – miniserie TV  (1981)
- Il tempo della nostra vita (Days of Our Lives) - soap opera, 4147+ episodi (1983-2020, 2022-2023, 2024-2025)
- Storie incredibili (Amazing Stories) - serie TV (1985)
- Casalingo Superpiù (Who's the Boss?) - serie TV (1987)
- La signora in giallo (Murder, She Wrote) - serie TV, episodio 4x17 (1988)
- Out of Time - film TV (1988)
- MacGyver - serie TV, 2 episodi (1988-1989)
- Gli amici di papà (Full House) - serie TV (1988-1989)
- Falcon Crest - serie TV (1988-1990)
- Caccia mortale (Joshua Tree), regia di Vic Armstrong (1993)
- Baywatch - serie TV (1993)
- La legge di Burke (Burke's Law) - serie TV (1994)
- Melrose Place – serie TV (1993-1994)
- Sesso bendato - In balia dell'assassino (Blindfold: Acts of Obsession), regia di Lawrence L. Simeone – film TV (1994)
- Friends - serie TV (2000)